# Munchy box

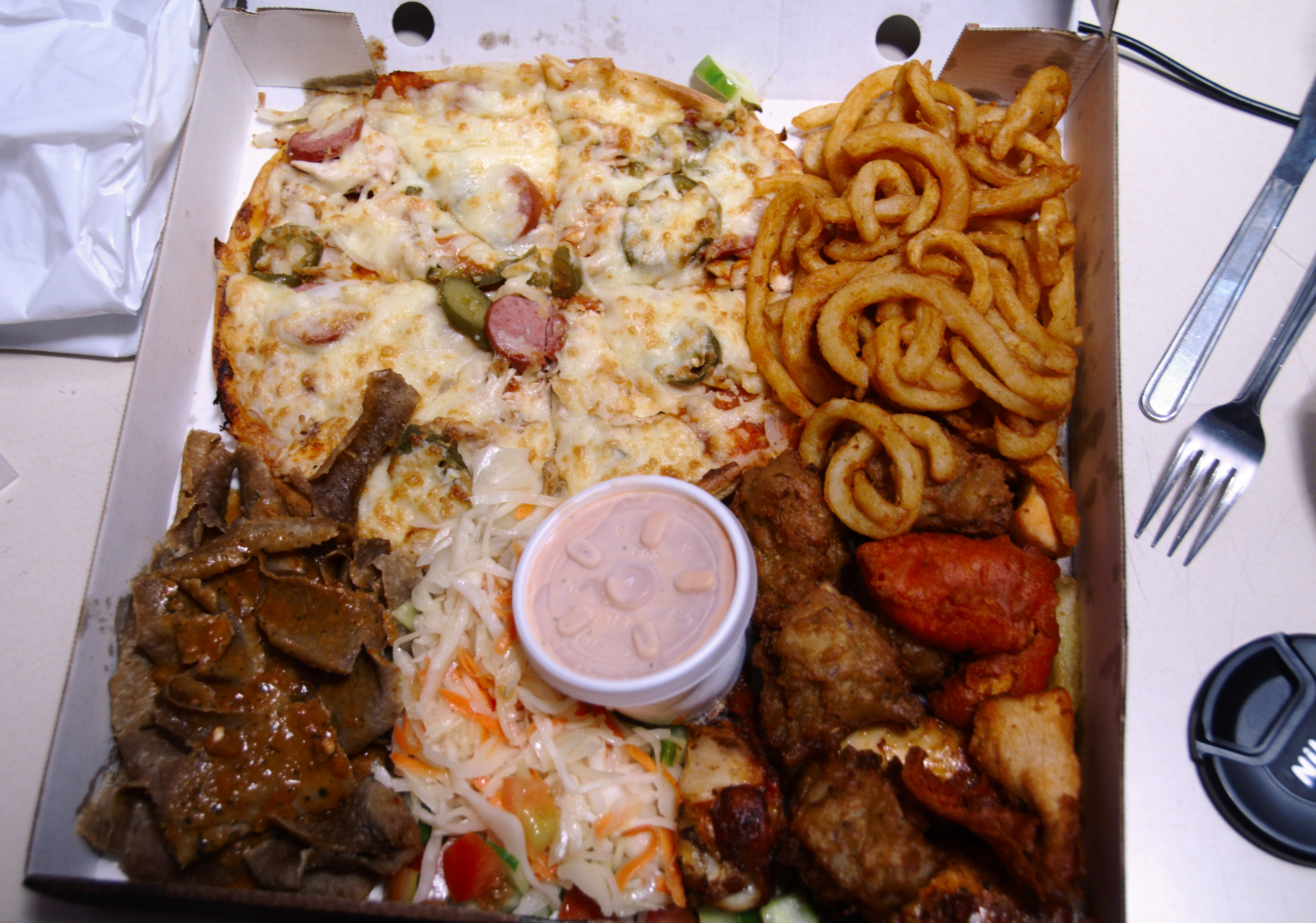
Photo de munchy box. Dans le sens des aiguilles d'une montre : un morceau de pizza, des frites, du poulet (en partie épicé) et quelques pakoras, un peu de salade composée et de la viande à pita. Un pot de sauce rose surplombe le tout.

Une munchy box, parfois munch box, est un plat de fast-food de Glasgow, composé de divers snacks, le tout servi dans une boîte de pizza.

## Composition
Le munchy box est une boîte à pizza emplie de snacks variés.
Diverses tailles existent, exprimées en unité de diagonale de la boîte à pizza, comme 10" ou 12".

## Origine
Le munchy box se trouve dans l'ouest de l'Écosse et aux alentours de Glasgow.

## Critiques
La haute teneur en graisse et en calorie des munchy boxes est évoquée et critiquée.